# Девочка, с которой ничего не случится
«Де́вочка, с кото́рой ничего́ не случи́тся» — цикл рассказов (иногда называемый повестью) русского фантаста Кира Булычёва, авторский подзаголовок: «Рассказы о жизни маленькой девочки в XXI веке, записанные её отцом». Первое произведение из серии про Алису Селезнёву, совмещающее (как и, в той или иной мере, большинство произведений цикла) реалии сказки и научной фантастики и ориентированное на детей младшего школьного возраста.
Рассказы написаны от лица папы Алисы, профессора Селезнёва (и героиня названа в честь дочери автора Алисы), которому в следующих повестях автор даст своё настоящее имя — Игорь. В семи рассказах автор рассказывает о всевозможных приключениях Алисы на Земле, в космосе и во времени. Также в «Девочке…» впервые упоминается Бронтя и Институт Времени, которые описываются во многих произведениях Булычёва.
Рассказы написаны в 1965 году и впервые опубликованы в альманахе «Мир приключений». В 1974 года цикл рассказов и примыкающие к нему повести «Путешествие Алисы» и «День рождения Алисы» вошли в авторский сборник Булычёва «Девочка с Земли». Иллюстратором книги был Евгений Мигунов, и именно его иллюстрации во многом определили образ Алисы Селезнёвой.

## Сюжеты рассказов
Алиса готовится идти в первый класс и её отец, профессор Селезнёв из московского космического зоопарка (КосмоЗоо), решает надиктовать семь аудио-записок её будущей учительнице, в которых рассказывает о различных событиях в которые была в той или иной степени втянута его дочь (чтобы учительница имела хорошее представление о незаурядности Алисы).

### Я набираю номер
Алиса не может заснуть. Чтобы заставить Алису пойти в постель, её отец грозится позвонить по видеофону (аналог современного видеочата) Бабе-Яге, чтобы та её, якобы «наказала». Несмотря на то, что он вводит в прибор выдуманный наугад номер, он дозванивается в Марсианское Посольство, и теперь ему предстоит чрезвычайно долгий и увлекательный диалог с инопланетянами, в ходе которого ему требуется объяснить, зачем и кому он звонил.

### Бронтя
В КосмоЗоо привозят найденное в оползне на берегу Енисея яйцо бронтозавра, которое чудом не окаменело спустя несколько столетий. Его отправляют в инкубатор, и буквально сразу же после его вылупления лучшим другом ему становится Алиса. Несмотря на возражения отца, она приходит к бронтозавру каждый день, назвав его Бронтей. Но тут Бронтя неожиданно теряет аппетит (его кормят побегами бамбука и бананами) и, пока отец Алисы с другими учёными ломают головы в догадках, Алиса оказывается единственной, кто понимает, что Бронте нужно просто разнообразить рацион питания.

### Тутексы
Отец Алисы по воле случая должен отправиться на конференцию на Марсе. Он берёт с собой Алису, и та на Марсе какое-то время посещает местный детский сад. Алиса неожиданно исчезает, но через какое-то время находится. Она рассказывает, что забралась в почтовую ракету, чтобы поискать письмо от мамы. Тут ракета стартанула, но Алисе через какое-то время удалось её посадить, нажав на кнопку экстренной посадки, из-за чего ракета приземлилась посреди марсианской пустыни. Пытаясь найти дорогу обратно в город, Алиса забирается на небольшую гору и обнаруживает в ней дверь в небольшую пещеру, а в пещере — небольшую каменную пирамиду. Как только Алиса говорит об этом, все вокруг её отца неожиданно произносят непонятное для него слово «Тутексы», а затем бросаются искать ту самую пещеру. Отцу объясняют, что Тутексы — это некогда жившая на Марсе древняя цивилизация, и вышеупомянутая пирамида является одной из немногих вещей, что от них остались.
Через два месяца отец видит в научном журнале статью про пирамиду и внезапно узнаёт о том, что на пирамиде обнаружили хорошо сохранившееся изображение тутекса. Увидев соответствующую фотографию отец призывает Алису к ответу и она признаётся, что древнее изображение тутекса — это его собственный портрет, который она от скуки нацарапала камнем, пока ждала спасателей.

### Застенчивый Шуша
Знакомый Селезнёвых, капитан Геннадий Полосков, из очередной космической экспедиции привозит на Землю Шуш — таинственных созданий с одного астероида. Шуши довольно ручные, тихие и не агрессивные животные. Шуша, которого оставляет себе Полосков, в конечном итоге достаётся Алисе, которая с удовольствием возится с ним. Проходит время и однажды вечером Алиса, уже лёжа в кровати, просит отца включить ей звук у микрофильма, который она смотрит. Поскольку отец занят, он просит её подождать, но через некоторое время он слышит звуковую дорожку. Думая, что Алиса встала с кровати, отец просит её лечь обратно, но Алиса неожиданно отвечает, что звук включил Шуша. Отец входит в комнату и видит, как Шуша возится у микропроектора. Когда отец спрашивает, кто его научил этому, он неожиданно слышит чей-то тихий голос и с удивлением обнаруживает, что это говорит Шуша, который объясняет, что он научился обращаться с устройством, наблюдая за отцом. Тогда отец спрашивает, откуда Шуша умеет говорить и Алиса объясняет, что это она его научила, причём очень давно, просто Шуша слишком скромен, чтобы хвастаться своими навыками.

### Об одном привидении
Отдыхая на даче, Алиса делает открытие: оказывается, у них на даче живёт настоящий «привидений», как она его называет. Увидеть его можно только в темноте. Впоследствии выясняется, что это японский учёный, проводивший эксперименты с телепортацией, но из-за сбоя энергоснабжения не смогший материализоваться в точке телепортации. Благодаря Алисе, ему удаётся выйти на контакт с людьми, попросить починить электрооборудование в его лаборатории и в итоге материализоваться полностью.

### Пропавшие гости
Отец с Алисой продолжают отдыхать на даче, в то время как на Земле тщательно и усердно готовятся к торжественной встрече лабуцильцев — таинственных инопланетян, которых доселе никто и никогда не видел в лицо. Однако во время посадки «собратья по разуму» неожиданно исчезли. В своём последнем сообщении они сообщают, что высадились в густом лесу, после чего связь с ними пропадает и никаких следов не обнаружено. Пока отец и другие элиты ломают голову над их исчезновением Алиса, поинтересовавшись царящей шумихой, случайно проговаривается отцу, что она видела лабуцильцев. Отцу удаётся её разговорить и Алиса в конечном итоге кается, признавшись, что когда она в день прилёта лабуцильцев ходила в лес за земляникой, то случайно встретила их и «забрала с собой», потому что не знала, что они гости с другой планеты. Отец в недоумении, так как рядом с ними никого нет, после чего Алиса показывает ему корзину набранной ею земляники и отец с удивлением видит сидящие на ягоде две крошечные фигурки в скафандрах. Только теперь ему становится понятно, что лес, о котором сообщали лабуцильцы, был обычной травой.

### Свой человек в прошлом
В Институте Времени происходит презентация первой машины времени: в прошлое отправилась Алиса.